# アブデュルハミト (潜水艦)

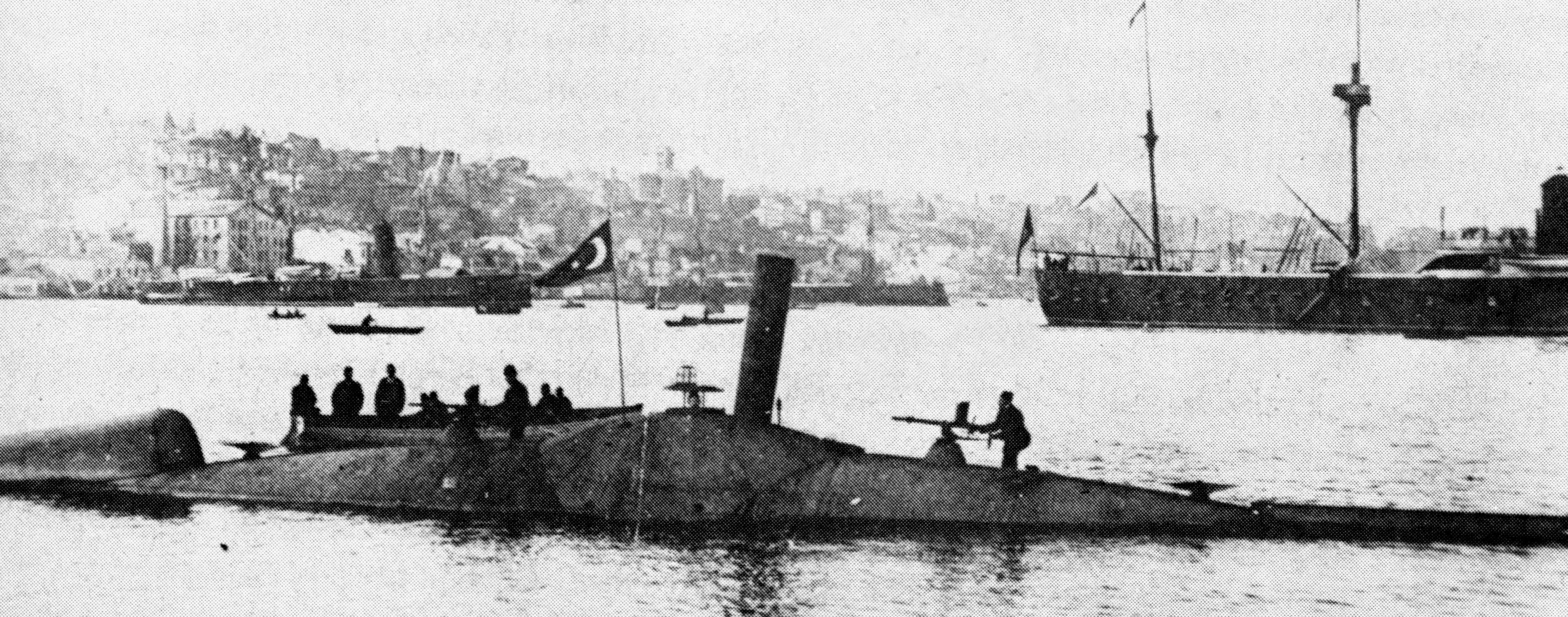
オスマン帝国海軍のノルデンフェルト級潜水艦アブデュルハミト（1886年）は、水中から魚雷を発射した最初の潜水艦である。

アブデュルハミト（Abdül HamidまたはAbdülhamid）は、1886年にイギリスのバロー造船所で建造された潜水艦で、オスマン帝国海軍が購入し、当時のスルタンであるアブデュルハミト2世の名前が与えられた。世界で最初に水中からの魚雷発射に成功した潜水艦である。

## 艦歴
スウェーデンの実業家で武器商人であるトールステン・ノルデンフェルトは、潜水艦設計者のジョージ・ギャレットと共同でノルデンフェルト式潜水艦を開発した。1885年9月21日、オスマン帝国武官を含む39人の招待者の前でその第一号艦（ノルデンフェルト I）のデモンストレーションが実施されたが、結果は大成功とは言えなかった。しかし、ギリシャはノルデンフェルト Iを購入した。軍事的と言うよりはオスマン帝国に対する政治的判断だと考えられる。
一方、1877年-1878年の露土戦争で敗北したオスマン帝国は、軍の能力向上のために真剣な努力を払っていた。当時のスルタン・アブデュルハミト2世は、改革派の多い海軍を彼の権威に対する脅威であると恐れを抱いていたが、戦後は軟化し海軍大臣のボズジャアダル・ハサン・ヒュスニュ・パシャに潜水艦の購入を認めた。バルカン諸国海軍の急速な近代化とギリシャ海軍が潜水艦を購入したことも、潜水艦の導入を後押しした。
ノルデンフェルトは、第一号艦よりやや大きい、蒸気エンジンの潜水艦であるノルデンフェルト IIをバロー造船所で建造した。1886年1月、オスマン帝国はこのノルデンフェルト IIを購入し、アブデュルハミトと命名した。価格は11,000ポンドであった。バローではノルデンフェルト IVも建造されロシア帝国に販売されたが、回航中にユトランド半島沖で座礁してしまい、ロシアには届かなかった。
アブデュルハミトは、1886年4月に進水したが、一旦解体され船でイスタンブールに運ばれた。設計者であるギャレットの監督のもとにイスタンブールの金角湾沿いのタシュクザク海軍工廠（Taşkızak Tersanesi）で再組立された。同型艦であるアブデュルメジト（ノルデンフェルト III）も後にオスマン帝国海軍に加わった。
アブデュルハミトは、金角湾に並んだ多くの高官の前で1886年9月6日に再び進水した。最初の潜行は1887年2月に行われた。それぞれ20秒間の3回の潜行試験は共に成功で、半球状の航海士用操縦席以外は全て水没した。1888年初頭の別の試験では、金角湾の出口であるサライブルヌ沖（セラグリオ・ポイント）の強い潮流を突ききって航行したが、速度は10ノットであった。また水中からの魚雷攻撃により、古い標的艦を撃沈した（魚雷攻撃はアブデュルハミトではなく、アブデュルメジドが行ったとする資料もある）。イズミット海軍基地でさらに試験が続けられ、1888年3月24日に、正式にオスマン帝国海軍の所属となった。ギャレットは1年に1ヶ月、無料で乗員を訓練し、また戦争になった場合は従軍すると申し出た。これに応えて、オスマン帝国はギャレットに名誉海軍少佐の地位を与えた。

## 仕様
アブデュルハミトは、石炭を燃料とする250馬力のLamm式閉鎖サイクル蒸気エンジンで単軸スクリューを駆動した。356 mmの魚雷を2本発射管に収め、35 mm機関砲も2門装備していた。石炭搭載量は8トン、深度160フィートまで潜行できた。全長は30.5 m、全幅は6 m、重量は100トンであった。通常の乗員は7名で、水上速度6ノット、水中速度4ノットであった。
潜行時には、乗員はボイラーを止め、煙突を引き込む必要があった。水上航行中に蒸気蓄圧タンクに蒸気を貯蔵しておき、それを使うことにより短時間ではあるが水中を航行できた。複数の魚雷発射管を有していたが、当初は全てデッキ上に置かれていた。
当時としては革新的な技術ではあったが、戦闘での使用には無理があった。速度、航続距離ともに不足で、バランスも良くないため、正確な魚雷発射は困難であった。
イズミットで数回の演習を行った後、1910年には退役した。第一次世界大戦が勃発すると、オスマン帝国の同盟国となったドイツ帝国が、アブデュルハミトとアブデュルメシトをイスタンブールの港湾防御に使うことを検討したが、船殻の腐食がひどく実行には移されなかった。両艦は1921年に解体された。

## 参考資料
- The Submarine heritage Center -  BARROW SHIPYARD AND SUBMARINES
- Preston, Antony (2001). The Royal Navy Submarine Service A Centennial History. Conway Maritime Press. ISBN 0851778917
- Serhat Guvenc, Turkish Submarine Pioneers, Warships Aug/Sept 2011, page 49-50